# У Шифань
У Шифань (吳世璠; 1663 — 7 декабря 1681) — второй и последний китайский император из династии Чжоу (2 октября 1678 — 7 декабря 1681).

## Биография
Родился в 1663 году. Один из сыновей У Инсюня (1634—1674). Внук и преемник У Саньгуя (1612—1678), первого императора династии Чжоу (1478). У Инсюн был оставлен отцом при маньчжурском дворе в качестве заложника в 1648 году, когда армия его отца двинулась в Юго-Западный Китай, чтобы сражаться против сторонников династии Мин. Пять лет спустя, в 1653 году, он был назначен виконтом и женился на принцессе Кечунь (恪純公主, 1642—1705), младшей сводной сестре императора Шуньчжи.
В декабре 1673 года У Саньгуй и два других князя восстали и объявили гражданскую войну, известную как Восстание трех феодалов. Как только новости достигли Пекина, У Инсюн и его сыновья были заключены в тюрьму в качестве заложников. Несмотря на то, что У Инсюнь приходился дядей по браку маньчжурскому императору Канси, он был казнен удушением 18 мая 1674 года в Пекине вместе со своим старшим сыном У Шилинем (吴世霖). Остальные его сыновья также были казнены в 1680 году, когда война закончилась.
У Шифань (吴世璠), единственный выживший сын У Инсюна, дал своему отцу посмертный титул императора Сяогона (孝恭皇帝), когда он унаследовал трон своего деда У Саньгуя в 1678 году.
2 октября 1678 года У Саньгуй скончался от дизентерии. Его старший внук, У Шифань 吳世璠, сын У Инсюна, получивший прозвище Тайсун 太孫 «Императорский старший внук», унаследовал княжеский престол своего деда. Начиная с 1679 года, он принял царский титул Хун-хуа洪化. К этому времени власть У Шифаня распространялась только на Юньнань, Гуйчжоу и части Хунани, Сычуани и Гуанси. В конце 1679 года провинция Гуанси перешла на сторону Цин, а в начале 1680 года Сычуань была взята цинским генералом Чжао Ляндуном. Последний двинулся на Гуйян, а Джангтай выдвинулся из Хунани, а Лаита из Гуанси. Умиротворение провинции Гуйчжоу в 1681 года полностью ограничило У Шифань в провинции Юньнань. Осажденный в своей столице в течение нескольких месяцев, он в конце концов покончил жизнь самоубийством (7 декабря 1681 г.), положив конец восстанию, начатому У Саньгуем восемью годами раньше.